# Alix Kates Shulman
Alix Kates Shulman é uma escritora anarcofeminista norte-americana que estudou e publicou os escritos de Emma Goldman durante a década de 1870.